# 維拉科查山 (庫斯科大區)
13°40′10″S 71°38′40″W / 13.66944°S 71.64444°W
維拉科查山（Wiraqucha），是秘魯的山峰，位於該國南部庫斯科大區的基斯皮坎奇省，處於庫里山東南面，屬於安第斯山脈的一部分，科伊略爾烏爾馬納湖處於山腳，海拔高度3,600米。